# Loučná nad Desnou (zámek)
Loučná nad Desnou je zámek nacházející se ve stejnojmenné obci. Renesanční zámek byl vybudován Žerotíny po roce 1608 a v poslední čtvrtině 17. století barokně rozšířen. Zámek včetně parku je chráněn jako kulturní památka České republiky.

## Historie
Předchůdcem loučenského zámku byl menší lovecký zámeček, který si koncem 15. stol. vystavěl rod Žerotínů. Loučná nad Desnou patřila tehdy k velkolosinskému panství. V roce 1608 začali Žerotínové v Loučné ve Vízmberku budovat druhé centrum panství, ke kterému patřila i rozsáhlá stavba zámku, kterou v renesančním slohu provedla italská stavební huť. V roce 1616 se od velkolosinského panství oddělilo samostatné panství Vízmberk. Od té doby se obě panství dvakrát spojila a znovu rozdělila. V roce 1770 musel Jan Karel ze Žerotína vízmberské panství přenechat svým věřitelům. V roce 1772 koupil zámek velehradský klášter.
V té době už zámek obklopovala zámecká zahrada a komplex vrchnostenských provozoven - dvůr, pivovar, palírna, hostinec a mlýn. Opat velehradského kláštera nechal k zámku přistavět kapli, zasvěcenou Cyrilu a Metodějovi. V roce 1784 zrušil císař Josef II. klášter, který se spolu s ostatními kláštery a panstvími stal majetkem státu a byl spravován náboženským fondem. V roce 1785 byla zámecká kaple povýšena na farní kostel. V roce 1833 koupil panství přední moravský šlechtic Antonín Bedřich hrabě Mitrovský z Nemyšle, který se zasloužil o reorganizaci a zvelebení sobotínských a petrovických hutí. Kromě toho se podílel na rozvoji zámeckého parku. V roce 1844 získali zámek bratři Kleinové, kteří se následkem rozmachu sobotínských železáren stali jednou z nejbohatších rodin na Moravě. Kleinové založili u zámku přírodní park se vzácnými dřevinami, a také shromáždili na zámku rozsáhlou sbírku obrazů, která je dnes součástí obrazárny velkolosinského zámku. Později byli Kleinové povýšeni do šlechtického stavu a v zámku měli reprezentativní šlechtické sídlo. V roce 1945 byl velkostatek se zámkem zestátněn, což započalo dobu pozvolného chátrání zámku a pustnutí parku. Vnitřní vybavení bylo z největší části odvezeno do depozitářů velkolosinského zámku. Od roku 1969 probíhaly na budově zámku rekonstrukce, které ho přizpůsobily k provozu nápravného zařízení pro mladistvé. Další rekonstrukci prováděla obec společně s potomky rodiny Kleinů od roku 1992. Cílem bylo opravit zámek a vytvořit z něj hotel a hotelovou školu, avšak se nepodařil získat dostatek financí. Od roku 2009 je zámek v soukromém vlastnictví a nepřístupný veřejnosti.

## Popis

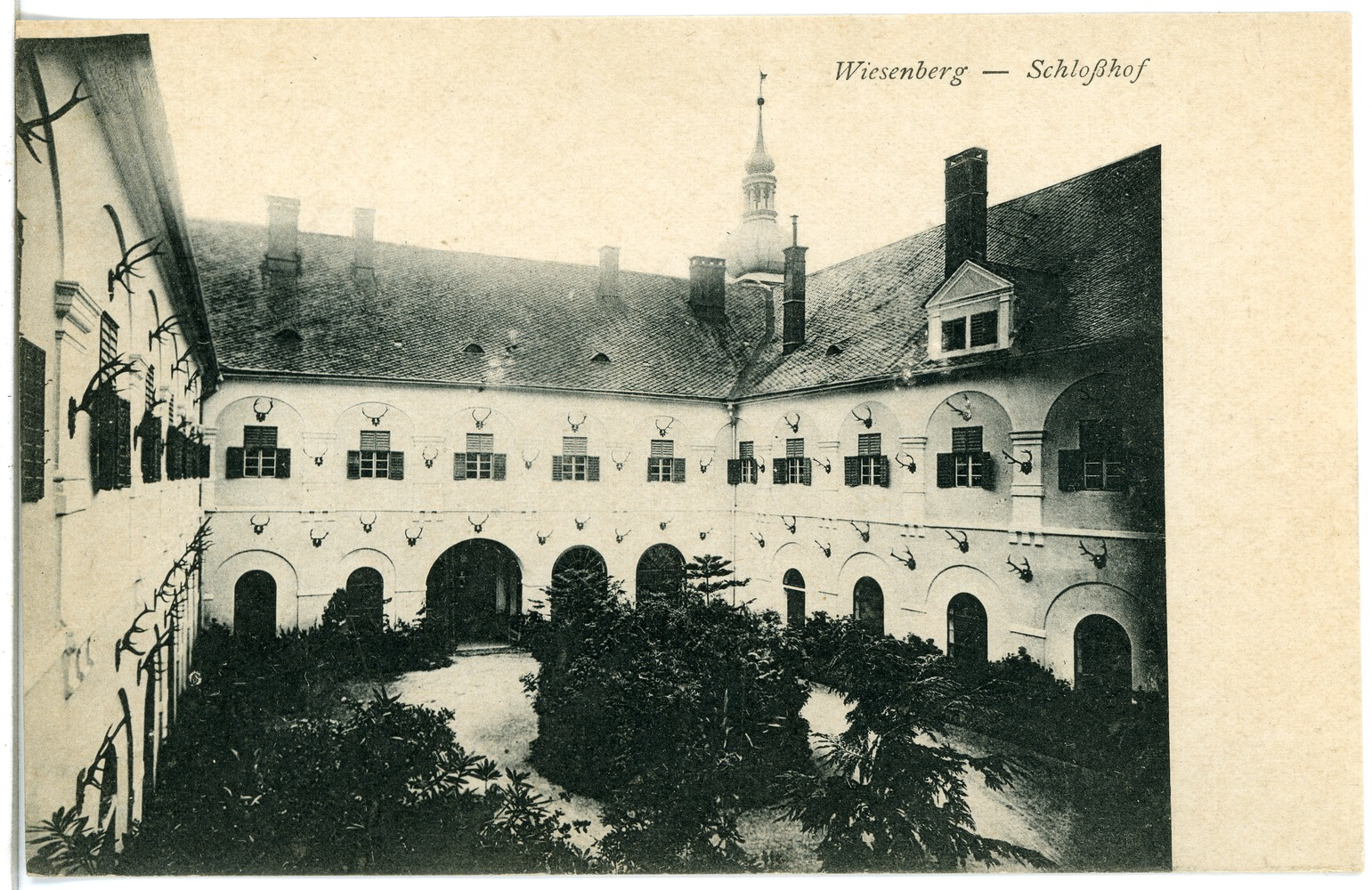
nádvoří barokní části

Zámek stojící v jižní části obce tvoří volně stojící soubor jednopatrových budov. Původní jádro tvoří čtyřkřídlá renesanční budova obdélného půdorysu s uzavřeným dvorem. Z jižní strany k ní přiléhá trojkřídlá barokní přístavba s věžemi na nárožích jižního (zahradního) křídla. Při východní straně jižního křídla stojí kaple s pětibokým kněžištěm. Fasády jižního a západního křídla člení pilastry, věže jsou opatřeny nárožními lizénami. Nádvorní průčelí barokní části tvoří zasklené arkády. Přízemí většiny místností kryjí valené klenby. Loď kaple je kryta plackou, kněžiště má lunetovou klenbu. Prostory v patře mají stropy ploché.